# Vellozia cinerascens
Vellozia cinerascens är en enhjärtbladig växtart som först beskrevs av Carl Friedrich Philipp von Martius, och fick sitt nu gällande namn av Carl Friedrich Philipp von Martius och Moritz August Seubert. Vellozia cinerascens ingår i släktet Vellozia och familjen Velloziaceae. Inga underarter finns listade.